# 사랑의 빛
《사랑의 빛》(영어: Second Sight: A Love Story)는 1984년에 개봉한 미국 영화이다. 

## 출연
- 엘리자베스 몽고메리 - 알렉스
- 배리 뉴먼 - 리처드

## 한국판 성우진(KBS)
- 주희 - 알렉스(엘리자베스 몽고메리)
- 송두석 - 리처드(배리 뉴먼)
- 김정애 - 브루스(크리스찬 제이콥스)
- 오세홍 - 마이클(벤 말리) / 피터(마이클 맥크리어리)
- 탁원제 - 하킨 박사(리처드 로마너스)
- 이종성 - 알렉스의 오빠(니콜라스 프라이어)
- 김정희 - 레슬리(밋지 호그)
- 이향숙 - 메건(마르타 코버)
- 정경애 - 로빈(수잔 루턴)